# Mark L. Prophet
Mark L. Prophet (24. prosince Chippewa Falls 1918 – 26. února 1973 Colorado Springs) byl zakladatel organizace Maják na vrcholu, ze které vzešla Církev univerzální a vítězná. Údajně se stal poslem Vznešených Mistrů.

## Život
Narodil se v americkém Wisconsinu. Se svou první ženou Phyllis měl pět dětí. V roce 1961 potkal svou druhou ženu, Elizabeth Clare Prophetovou (původně s příjmením Wulf). S ní měl čtyři děti.
Nějaký čas působil v jedné z poboček Hnutí Já jsem. Později však z hnutí vystoupil a v roce 1958 zakládá společnost s názvem Maják na vrcholu. Skrze tuto organizaci vydával své učení, které podle vlastních slov mělo pocházet od Vznešených Mistrů. Umírá náhle na mrtvici v roce 1973. Jeho manželka přebírá vedení hnutí. Sám Prophet se údajně stal jedním ze Vznešených Mistrů.